# 葛利斯710
格利澤710是位於巨蛇座尾部的一顆恆星，視星等9.69等，光譜類型為K7Vk，這意味著它是一顆以核心的氫進行熱核融合做為能量來源的主序星 (尾碼的k顯示光譜中有星際物質吸收的譜線)。這顆恆星的質量大約是太陽質量的60% ，而估計半徑是太陽半徑的67%。它可能是一顆光度在9.65-9.69之間的疑似變星。
這顆恆星目前至地球的距離是63.8光年 (19.6秒差距)，但是依據過去和現在依巴谷衛星的資料指出，以它的自行和徑向速度，它將在140萬年後接近太陽至很近的距離 － 或許少於一光年。在最接近的時候，它的光度將達到1等星的亮度，如同心宿二一樣的亮。在目前的距離上，格利澤710的自行非常小，這意味著它幾乎是直接朝向著我們的視線方向移動著，可以與牧夫座的大角星比較。
從現在開始在±1,000萬年的時間內，結合格利澤710這顆恆星的質量和距離的接近將對太陽系造成最大的萬有引力攝動。

## 最接近的詳細資料和計算
葛利斯710有能力對假設的歐特雲造成攝動送出大量的彗星進入內太陽系，並可能造成撞擊事件。然而，以García-Sánchez等人的動力學模型在1999年的模擬，由於葛利斯710的接近造成撞擊坑的淨增加率不會超過5%。他們估計最接近的時間在136萬年後，這顆恆星將接近太陽至0.337 ± 0.177秒差距的距離 (1.1光年) 。

一位藝術家描繪的歐特雲和古柏帶 (插圖)。

博貝列夫 (Bobylev) 在2010年的計算指出，若考虑歐特雲是包圍著太陽的球體，半長軸和半短軸分別是100,000和80,000天文單位，葛利斯710將有86%的機會從歐特雲經過。葛利斯710最接近的距離很難精確的計算，因為他非常敏感的取決於目前的位置和速度。博貝列夫估計它會在際離太陽0.311 ± 0.167秒差距 (1.01± 0.54光年)的距離內經過；這顆恆星甚至還有1/10,000的機會進入對古柏帶有顯著影響的距離內 (d < 1,000 AU) 。
這顆恆星可能是在前後1,000萬年內，繼大陵五之後，對太陽系攝動第二大的恆星。
在730萬年前，大陵五接近太陽的距離小於9.8光年，但其總系統質量是太陽質量的5.8倍，故攝動的影響可能大於葛利斯710。大陵五在當時就造成了許多位於歐特雲的彗星改變軌道而往內太陽系而來。
包含盖亚EDR3探测数据的新的计算结果表明格利澤710在1.29 ± 0.04百万年之后将会以0.051 ± 0.003秒差距（0.17 ± 0.01光年，或10520 ± 600天文单位）的距离接近太阳，而数据的不确定性比之前的小很多。如此距离的接近对冥王星-卡戎系统（以及经典的海王星外天体）轨道的影响可以忽略，但是格利澤710会穿越外奥尔特云（距离太阳小于100,000天文单位或0.48 秒差距），到达内奥尔特云的边缘（距离太阳小于20,000 天文单位）。基于盖亚EDR3数据的更新的计算结果进一步确认了之前的估计结果，并且进一步缩小了不确定性：最小的接近距离为0.052 ± 0.002秒差距（0.17 ± 0.007光年，或10635 ± 400天文单位），最接近时间为1.29 ± 0.02百万年后。
对格利澤710接近太阳的参数预测表
| 来源   | 研究发表日期 | 最接近距离（秒差距） | 最接近时间（百万年后） |
| ------ | ------------ | -------------------- | ---------------------- |
| [ 6 ]  | 1999年       | 0.34±0.18            | 1.36±0.04              |
| [ 5 ]  | 2010年3月    | 0.311±0.167          | 1.45±0.06              |
| [ 13 ] | 2016年11月   | 0.0648±0.0303        | 1.35                   |
| [ 14 ] | 2018年5月    | 0.052±0.01           | 1.28±0.05              |
| [ 15 ] | 2018年5月    | 0.0676±0.0157        | 1.281                  |
| [ 11 ] | 2020年12月   | 0.051±0.003          | 1.29±0.04              |
| [ 12 ] | 2022年6月    | 0.052±0.002          | 1.29±0.02              |

## 延伸讀物
- García-Sánchez, Joan;  et al. . The Astronomical Journal. 1999, 117 (2): 1042–1055. Bibcode:1999AJ....117.1042G. doi:10.1086/300723.

- García-Sánchez, J.; Weissman, P. R.; Preston, R. A.; Jones, D. L.; Lestrade, J.-F.; Latham, D. W.; Stefanik, R. P.; Paredes, J. M. . Astronomy and Astrophysics. 2001, 379 (2): 634–659. Bibcode:2001A&A...379..634G. doi:10.1051/0004-6361:20011330.

- Bobylev, Vadim V. . Astronomy Letters. 2010, 36 (3): 220–226. Bibcode:2010AstL...36..220B. arXiv:1003.2160 . doi:10.1134/S1063773710030060.

## 外部連結
- SolStation.com （页面存档备份，存于）
- VizieR variable star database （页面存档备份，存于）
- Wikisky image （页面存档备份，存于） of HD 168442 (Gliese 710)